# Іларія (зоологія)
Іла́рія (Ilaria) — рід сумчастих, який містить два види викопних тварин, обидва належать до пізнього олігоцену. Типовий вид: Ilaria illumidens. Назва «ilaria» на мові місцевих аборигенів означає «дивний», натякаючи на незвичність цих сумчастих. Рід характеризується великим розміром, схожою на собачу, формою першого й третього різців, малим другим різцем. Можливо, Іларії живились листям.